# Rafael Xambó
Rafael Xambó i Olmos, également connu sous le nom d'artiste Rafa Xambó, né en 1954 à Algemesí, est un auteur-compositeur-interprète et sociologue valencien.

## Carrière musicale

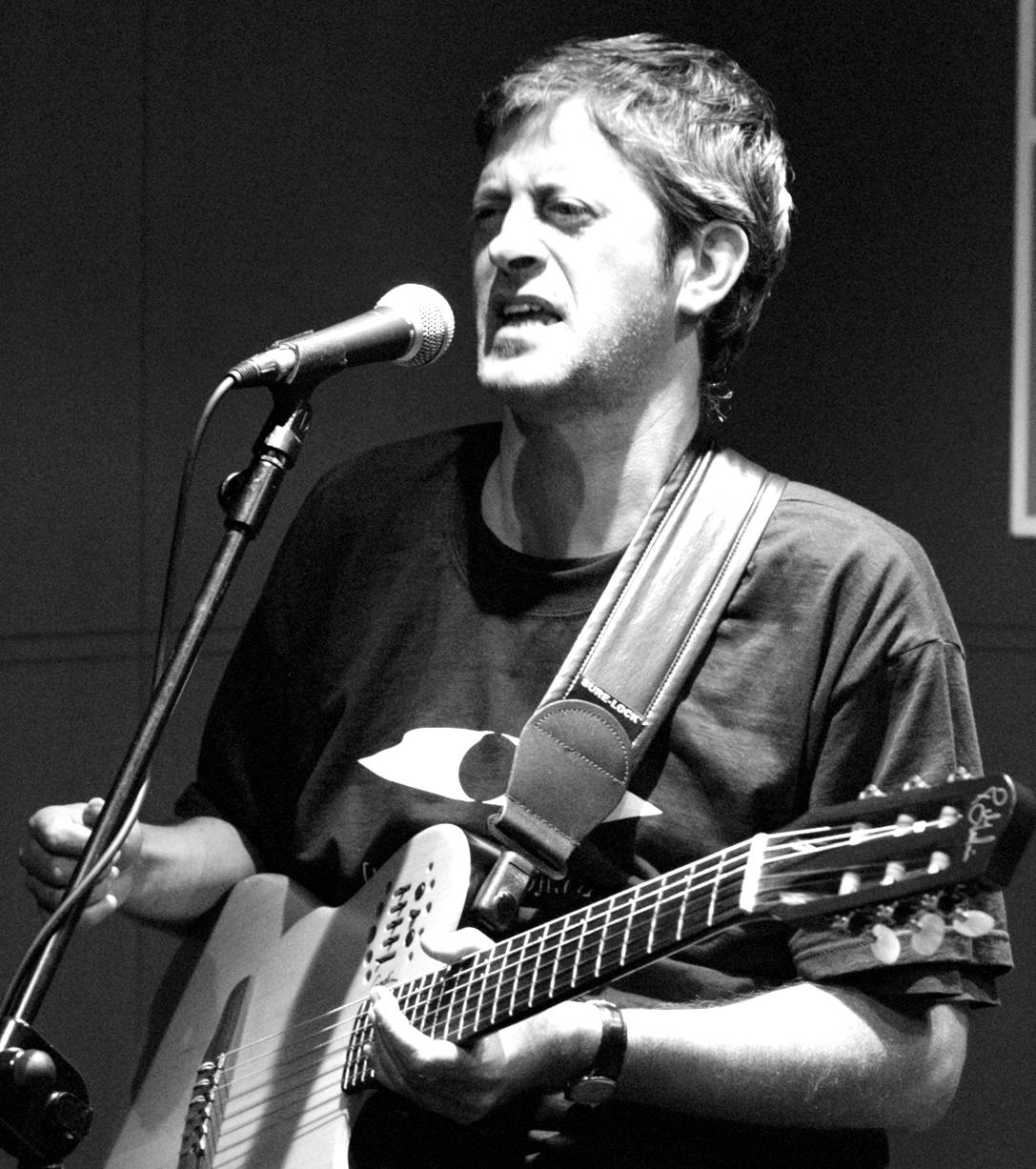
Rafa Xambó sur scène en 2014.

Depuis les années 1970, il est engagé dans la cause valencianiste,.
Sa carrière musicale commence dans les années 1970 et se trouve liée de près à la Nova Cançó, avec un répertoire de chansons revendicatives interprétées en valencien,. Il se fait connaître avec un grand nombre de concerts donnés au Pays valencien et en Catalogne. En 1974, il remporte le premier prix au Festival de Noves Veu (« Nouvelles voix ») de Sabadell (province de Barcelone).
Miquel Pujadó le décrit comme un chanteur « à la voix puissante [...] et un garçon strident ».
Il ne sort aucun disque lors de cette première période, probablement à cause de son activisme politique,.
Après une longue pause, il réapparaît sur scène avec le groupe La Fusteria (Àlvar Carpi et Carles Carrasco, auxquels se joignent plus tard Josep Maravilla et Bernat Pellicer) qui sort trois disques en 2002, 2003 et 2006.

## Carrière politique et universitaire
Rafael Xambó est également professeur de sociologie à l'Université de Valence ; il est l'auteur de divers travaux sur la sexualité et, surtout,  sur la sociologie des médias du Pays Valencien, dont il est un auteur de référence,.
Il est membre de la Société catalane de de communication de l'Institut d'Estudis Catalans.
En 2009 il est proposé par Iniciativa del Poble Valencià (IPV) et le Bloc nationaliste valencien (BLOC) pour représenter le groupe Compromís pel País Valencià au conseil d'administration de Ràdio Televisió Valenciana, ce qui entraîne des dissensions entre BLOC et Esquerra Unida del País Valencià.

## Publications
- (ca), L'alliberament sexual dels joves, mite o realitat: informe psico-social, Institució Alfons el Magnànim, 1986  (ISBN 84-505-3299-X)
- (ca) Sexualitat provisional, Institució Alfons el Magnànim, 1988  (ISBN 84-7502-225-1)
- (ca) Dies de premsa: la comunicació al País Valencià des de la transició politica, Valence, L'Eixam, 1995  (ISBN 84-87946-19-4)
- (ca) El sistema comunicatiu valencià , Universitat de València, 1998  (ISBN 84-370-3444-2)
- (ca) Comunicació, política i societat : El cas valencià, Valence, Eliseu Climent, 2001, 1re éd., 180 p. (ISBN 84-7502-641-9)

## Discographie
- 7 acústics (2002) - PM produccions
- Dies oberts (2003) - Cambra Records
- Cançons de la memòria trista (2006)
- Andanes (2010) - Picap